# Gladys Knight
Gladys Maria Knight (født 28. maj 1944 i Atlanta, Georgia, USA) er en amerikansk R&B/soulsanger, skuespiller og forfatter.
Hun var fra 1953–1962 og 1964–1989 frontfigur i Gladys Knight & the Pips.
Knight særligt kendt for to hits fra 1980'erne; Licence to Kill fra 1989, der var soundtrack til James Bond-filmen Licence to Kill og That's What Friends Are For, som hun sang med Dionne Warwick, Elton John og Stevie Wonder.

## Diskografi (solo)
- 1978: Miss Gladys Knight
- 1979: Gladys Knight
- 1991: Good Woman
- 1994: Just For You
- 1998: Many Different Roads
- 2001: At Last
- 2005: One Voice (with Saints Unified Voices)
- 2006: Before Me
- 2006: A Christmas Celebration (med Saints Unified Voices)